# Rugby playa en los Juegos Suramericanos de Playa 2009
La rugby playa en los Juegos Suramericanos de Playa de Uruguay 2009 estuvo organizado por la Organización Deportiva Suramericana y la Unión de Rugby del Uruguay y contó con el apoyo del Comité Olímpico Uruguayo, la Intendencia Municipal de Montevideo y el Ministerio de Turismo y Deporte. Se trató de dos torneos, en el de hombres participaron 7 selecciones y en el de damas 6. Los partidos se disputaron en el estadio Arenas del Plata en la subsede de Montevideo entre el 11 y el 13 de diciembre, en los primeros dos días se determinó los cuatro semifinalistas y en el tercer día se disputó los play-offs. En este primer torneo el try valía un punto.

## Torneo masculino

### Participantes
- Selección de rugby playa de Argentina
- Selección de rugby playa de Brasil
- Selección de rugby playa de Chile
- Selección de rugby playa de Paraguay
- Selección de rugby playa de Perú
- Selección de rugby playa de Venezuela
- Selección de rugby playa de Uruguay

### Posiciones
| Pos. | Equipo    | Encuentros | Encuentros | Encuentros | Encuentros | Tantos  | Tantos    | Tantos     | Puntos |
| Pos. | Equipo    | jugados    | ganados    | empatados  | perdidos   | a favor | en contra | diferencia | Puntos |
| ---- | --------- | ---------- | ---------- | ---------- | ---------- | ------- | --------- | ---------- | ------ |
| 1    | Argentina | 6          | 6          | 0          | 0          | 48      | 10        | + 38       | 24     |
| 2    | Paraguay  | 6          | 4          | 1          | 1          | 33      | 17        | + 16       | 18     |
| 3    | Uruguay   | 6          | 3          | 1          | 2          | 29      | 21        | + 8        | 14     |
| 4    | Brasil    | 6          | 2          | 2          | 2          | 31      | 25        | + 6        | 10     |
| 5    | Chile     | 6          | 2          | 2          | 2          | 28      | 17        | + 11       | 10     |
| 6    | Venezuela | 6          | 0          | 1          | 5          | 12      | 47        | - 35       | 2      |
| 7    | Perú      | 6          | 0          | 1          | 5          | 12      | 56        | - 44       | 2      |

|  | Clasificados a las semifinales |

### Resultados

#### 1.ª jornada
| 11 de diciembre 11:00 | Brasil | 3 - 3 | Chile | Estadio Arenas del Plata, Montevideo, Uruguay |  |

| 11 de diciembre 17:20 | Argentina | 8 - 1 | Paraguay | Estadio Arenas del Plata, Montevideo, Uruguay |  |

| 11 de diciembre 17.40 | Uruguay | 8 - 1 | Perú | Estadio Arenas del Plata, Montevideo, Uruguay |  |

| 11 de diciembre 19:00 | Argentina | 8 - 2 | Venezuela | Estadio Arenas del Plata, Montevideo, Uruguay |  |

| 11 de diciembre 19:20 | Uruguay | 3 - 3 | Chile | Estadio Arenas del Plata, Montevideo, Uruguay |  |

| 11 de diciembre 19:40 | Perú | 1 - 10 | Paraguay | Estadio Arenas del Plata, Montevideo, Uruguay |  |

| 11 de diciembre 21:00 | Paraguay | 3 - 1 | Chile | Estadio Arenas del Plata, Montevideo, Uruguay |  |

| 11 de diciembre 21:20 | Venezuela | 4 - 4 | Perú | Estadio Arenas del Plata, Montevideo, Uruguay |  |

| 11 de diciembre 21:40 | Uruguay | 5 - 4 | Brasil | Estadio Arenas del Plata, Montevideo, Uruguay |  |

#### 2.ª jornada
| 12 de diciembre 11:00 | Paraguay | 10 - 0 | Venezuela | Estadio Arenas del Plata, Montevideo, Uruguay |  |

| 12 de diciembre 11:20 | Brasil | 10 - 2 | Perú | Estadio Arenas del Plata, Montevideo, Uruguay |  |

| 12 de diciembre 11:40 | Uruguay | 2 - 7 | Argentina | Estadio Arenas del Plata, Montevideo, Uruguay |  |

| 12 de diciembre 18:00 | Argentina | 14 - 1 | Perú | Estadio Arenas del Plata, Montevideo, Uruguay |  |

| 12 de diciembre 18:20 | Paraguay | 5 - 5 | Brasil | Estadio Arenas del Plata, Montevideo, Uruguay |  |

| 12 de diciembre 18:40 | Venezuela | 1 - 9 | Chile | Estadio Arenas del Plata, Montevideo, Uruguay |  |

| 12 de diciembre 20:00 | Uruguay | 2 - 4 | Paraguay | Estadio Arenas del Plata, Montevideo, Uruguay |  |

| 12 de diciembre 20:20 | Argentina | 4 - 2 | Chile | Estadio Arenas del Plata, Montevideo, Uruguay |  |

| 12 de diciembre 20:40 | Brasil | 7 - 3 | Venezuela | Estadio Arenas del Plata, Montevideo, Uruguay |  |

| 12 de diciembre 22:00 | Chile | 10 - 3 | Perú | Estadio Arenas del Plata, Montevideo, Uruguay |  |

| 12 de diciembre 22:20 | Venezuela | 2 - 9 | Uruguay | Estadio Arenas del Plata, Montevideo, Uruguay |  |

| 12 de diciembre 22:40 | Brasil | 2 - 7 | Argentina | Estadio Arenas del Plata, Montevideo, Uruguay |  |

### Segunda fase
|  | Semifinales     | Semifinales     |   |         | Final           | Final           |  |
|  | 13 de diciembre | 13 de diciembre |   |         | 13 de diciembre | 13 de diciembre |  |
|  |                 |                 |   |         |                 |                 |  |
|  |                 |                 |   |         |                 |                 |  |
|  | Argentina       | 6               |   |         |                 |                 |  |
|  | Brasil          | 4               |   |         |                 |                 |  |
|  |                 |                 |   |         |                 |                 |  |
|  |                 |                 |   |         |                 |                 |  |
|  |                 |                 |   |         | Argentina       | 4               |  |
|  |                 | Paraguay        | 0 |         |                 |                 |  |
|  |                 |                 |   |         |                 |                 |  |
|  |                 |                 |   |         |                 |                 |  |
|  |                 |                 |   |         | Tercer lugar    |                 |  |
|  |                 |                 |   |         |                 |                 |  |
|  | Paraguay        | 4               |   | Uruguay | 6               |                 |  |
|  | Uruguay         | 3               |   |         | Brasil          | 5               |  |

### Semifinales
| 13 de diciembre 9:10 | Argentina | 6 - 4 | Brasil | Estadio Arenas del Plata, Montevideo, Uruguay |  |

| 13 de diciembre 9:30 | Paraguay | 4 - 3 | Uruguay | Estadio Arenas del Plata, Montevideo, Uruguay |  |

### Medalla bronce
| 13 de diciembre 10:30 | Uruguay | 6 - 5 | Brasil | Estadio Arenas del Plata, Montevideo, Uruguay |  |

### Medalla oro
| 13 de diciembre 11:30 | Argentina | 4 - 0 | Paraguay | Estadio Arenas del Plata, Montevideo, Uruguay |  |

### Posiciones finales
| Posición | Selección |
| -------- | --------- |
|          | Argentina |
|          | Paraguay  |
|          | Uruguay   |
| 4        | Brasil    |
| 5        | Chile     |
| 6        | Venezuela |
| 7        | Perú      |

## Torneo femenino

### Participantes
- Selección femenina de rugby playa de Argentina
- Selección femenina de rugby playa de Brasil
- Selección femenina de rugby playa de Chile
- Selección femenina de rugby playa de Paraguay
- Selección femenina de rugby playa de Uruguay
- Selección femenina de rugby playa de Venezuela

### Posiciones
Hubo un empate en la tabla de puntos entre Brasil y Uruguay y aunque logró mayor diferencia de tantos el equipo brasilero, las uruguayas clasificaron a la eliminatoria como primeras por vencer el partido en que se enfrentaron.
| Pos. | Equipo    | Encuentros | Encuentros | Encuentros | Encuentros | Tantos  | Tantos    | Tantos     | Puntos |
| Pos. | Equipo    | jugados    | ganados    | empatados  | perdidos   | a favor | en contra | diferencia | Puntos |
| ---- | --------- | ---------- | ---------- | ---------- | ---------- | ------- | --------- | ---------- | ------ |
| 1    | Uruguay   | 5          | 4          | 0          | 1          | 21      | 11        | + 10       | 16     |
| 2    | Brasil    | 5          | 4          | 0          | 1          | 29      | 7         | + 22       | 16     |
| 3    | Argentina | 5          | 3          | 0          | 2          | 18      | 13        | + 5        | 12     |
| 4    | Chile     | 5          | 1          | 2          | 2          | 13      | 16        | - 3        | 8      |
| 5    | Paraguay  | 5          | 1          | 1          | 3          | 11      | 24        | - 13       | 6      |
| 6    | Venezuela | 5          | 0          | 1          | 4          | 7       | 28        | - 21       | 2      |

|  | Clasificados a las semifinales |

### Resultados

#### 1.ª jornada
| 11 de diciembre 18.00 | Brasil | 5 - 2 | Chile | Estadio Arenas del Plata, Montevideo, Uruguay |  |

| 11 de diciembre 18:20 | Argentina | 4 - 1 | Paraguay | Estadio Arenas del Plata, Montevideo, Uruguay |  |

| 11 de diciembre 18:40 | Uruguay | 6 - 2 | Venezuela | Estadio Arenas del Plata, Montevideo, Uruguay |  |

| 11 de diciembre 20:00 | Argentina | 3 - 4 | Chile | Estadio Arenas del Plata, Montevideo, Uruguay |  |

| 11 de diciembre 20:20 | Brasil | 9 - 0 | Venezuela | Estadio Arenas del Plata, Montevideo, Uruguay |  |

| 11 de diciembre 20:40 | Uruguay | 6 - 1 | Paraguay | Estadio Arenas del Plata, Montevideo, Uruguay |  |

#### 2.ª jornada
| 12 de diciembre 10:00 | Brasil | 8 - 0 | Paraguay | Estadio Arenas del Plata, Montevideo, Uruguay |  |

| 12 de diciembre 10:20 | Uruguay | 2 - 3 | Argentina | Estadio Arenas del Plata, Montevideo, Uruguay |  |

| 12 de diciembre 10:40 | Chile | 1 - 1 | Venezuela | Estadio Arenas del Plata, Montevideo, Uruguay |  |

| 12 de diciembre 19:00 | Uruguay | 4 - 3 | Chile | Estadio Arenas del Plata, Montevideo, Uruguay |  |

| 12 de diciembre 19:20 | Venezuela | 3 - 6 | Paraguay | Estadio Arenas del Plata, Montevideo, Uruguay |  |

| 12 de diciembre 19:40 | Brasil | 5 - 2 | Argentina | Estadio Arenas del Plata, Montevideo, Uruguay |  |

| 12 de diciembre 21:00 | Paraguay | 3 - 3 | Chile | Estadio Arenas del Plata, Montevideo, Uruguay |  |

| 12 de diciembre 21:20 | Venezuela | 1 - 6 | Argentina | Estadio Arenas del Plata, Montevideo, Uruguay |  |

| 12 de diciembre 21:40 | Uruguay | 3 - 2 | Brasil | Estadio Arenas del Plata, Montevideo, Uruguay |  |

### Play-off
|  | Semifinales     | Semifinales     |   |           | Final           | Final           |  |
|  | 13 de diciembre | 13 de diciembre |   |           | 13 de diciembre | 13 de diciembre |  |
|  |                 |                 |   |           |                 |                 |  |
|  |                 |                 |   |           |                 |                 |  |
|  | Uruguay         | 3               |   |           |                 |                 |  |
|  | Chile           | 2               |   |           |                 |                 |  |
|  |                 |                 |   |           |                 |                 |  |
|  |                 |                 |   |           |                 |                 |  |
|  |                 |                 |   |           | Uruguay         | 1               |  |
|  |                 | Brasil          | 3 |           |                 |                 |  |
|  |                 |                 |   |           |                 |                 |  |
|  |                 |                 |   |           |                 |                 |  |
|  |                 |                 |   |           | Tercer lugar    |                 |  |
|  |                 |                 |   |           |                 |                 |  |
|  | Brasil          | 4               |   | Argentina | 4               |                 |  |
|  | Argentina       | 3               |   |           | Chile           | 2               |  |

### Semifinales
| 13 de diciembre 9:50 | Uruguay | 3 - 2 | Chile | Estadio Arenas del Plata, Montevideo, Uruguay |  |

| 13 de diciembre 10:10 | Brasil | 4 - 3 | Argentina | Estadio Arenas del Plata, Montevideo, Uruguay |  |

### Medalla bronce
| 13 de diciembre 10:50 | Argentina | 4 - 2 | Chile | Estadio Arenas del Plata, Montevideo, Uruguay |  |

### Medalla oro
| 13 de diciembre 11:10 | Brasil | 3 - 1 | Uruguay | Estadio Arenas del Plata, Montevideo, Uruguay |  |

### Posiciones finales
| Posición | Selección |
| -------- | --------- |
|          | Brasil    |
|          | Uruguay   |
|          | Argentina |
| 4        | Chile     |
| 5        | Paraguay  |
| 6        | Venezuela |